# Biskupice (gmina Drobin)
Biskupice – wieś sołecka w Polsce położona w województwie mazowieckim, w powiecie płockim, w gminie Drobin.
W latach 1954–1959 wieś należała i była siedzibą władz gromady Biskupice, po jej zniesieniu w gromadzie Drobin. W latach 1975–1998 miejscowość należała administracyjnie do województwa płockiego.